# Classé Audio
Classé Audio ist ein kanadischer Hersteller hochwertiger Audioelektronik für Stereo- und Mehrkanalsysteme. Die Produktpalette ist im oberen Preissegment angesiedelt. Sie umfasst neben Vor- und Endverstärkern auch CD- und DVD-Spieler.
Das Unternehmen wurde Anfang der 1980er Jahre von David Reich in Lachine, einer Vorstadt von Montreal, gegründet. Hier befinden sich auch heute noch Firmenleitung, Entwicklung und Fertigung. Seit 2001 gehört Classé zur B&W-Gruppe, die ihren Sitz in Großbritannien hat.
Im Oktober 2005 gab das Unternehmen bekannt, dass die Abbey Road Studios in London insgesamt 33 Mono-Endverstärker des Typs CA-M400 bestellt haben. Jeweils zehn Geräte werden im Studio 3 und im Penthouse-Studio gemeinsam mit Lautsprechern von B&W eingesetzt.